# بني غشيم (بني العوام)

تعديل مصدري - تعديل

بني غشيم هي إحدى قرى عزلة بني غشيم بمديرية بني العوام التابعة لمحافظة حجة، بلغ تعداد سكانها 403 نسمة حسب تعداد اليمن لعام 2004.